# Eyelar Mirzazadeh
Eyelar Mirzazadeh (Amsterdam, 16 december 1993), beter bekend als Eyelar, is een Nederlandse zangeres en songwriter. Haar ouders komen uit Iran.

## Biografie
Eyelar Mirzazadeh groeide op in een muzikaal gezin. Haar familiewortels liggen in Iran en ze groeide op met Perzische muziek. Als kind vermaakte ze gasten op huisfeesten met haar zang en geïmproviseerde dans. Later kwamen daar invloeden uit de hedendaagse r&b en hiphop bij. Op 16-jarige leeftijd trad ze op de Nederlandse televisie op met een song van Mary J. Blige. Kort daarna bereikte ze de halve finale van The Voice of Holland.
In 2013 zong Eyelar mee op 'Turn Up The Love' van Peter Luts. Ze verhuisde naar Londen, waar ze haar zang- en songwritingvaardigheden verder ontwikkelde. Ze schreef (mee aan) songs voor diverse internationale artiesten, waaronder Demi Lovato, Little Mix en Charli XCX. Ook schreef ze mee aan Ela van Andromache, het lied waarmee Cyprus in 2022 deelnam aan het Eurovisie Songfestival.
Eyelar verzorgde de zang op 'Dopamine' van Purple Disco Machine (2021). Dopamine werd meer dan 150 miljoen keer gestreamd en werd een hit in Nederland, België, Duitsland, Oostenrijk en Polen.
In 2019 bracht ze haar eerste solo-single uit, 'Voices'. In 2023 bracht ze haar eerste EP uit, Mistakes & Contradictions, met een aantal door Fred Again geproduceerde tracks.
Allmusic omschreef Eyelar's geluid als een 'met grunge en emo doorspekte popsound'. Rolling Stone Duitsland schreef dat haar geluid zich ergens bevindt tussen indie, pop en rock en dit combineert met elementen van Amerikaanse grunge en Europese dance. 3voor12 schreef over haar debuut-EP dat het "adembenemend mooie, ontroerende en speelse popliedjes zijn". 